# Volodymyr Holubnychy
Vladimir Stepanovich Golubnichiy ou Volodymyr Stepanovych Holubnychy (em ucraniano: Володимир Степанович Голубничий, Sumy, 2 de junho de 1936 – 16 de agosto de 2021) foi um atleta ucraniano que competiu pela União Soviética em provas de marcha atlética durante a década de 1960. Das cinco vezes que participou em Jogos Olímpicos, ganhou medalhas em quatro, tendo sido campeão olímpico por duas vezes.
Também conquistou três medalhas em campeonatos europeus, das quais uma de bronze em 1962, uma de prata em 1966 e uma de ouro em 1974.

## Morte
Holubnychy morreu em 16 de agosto de 2021, aos 85 anos de idade.